# ونگ چو چیو
ونگ چو چیو (چینی: 周永祖؛ زادهٔ ۱ ژانویهٔ ۱۹۵۳) دانشمند آمریکایی-چینی است که به دلیل مطالعاتش در زمینه فیزیک موج به ویژه الکترومغناطیس رایانه‌ای معروف است. او استاد مهندسی برق و رایانه در دانشگاه پردو است.

## حرفه
چیو مدرک‌های کارشناسی، کارشناسی ارشد و دکترای خود را در رشته مهندسی برق از مؤسسه فناوری ماساچوست گرفت.